# Uppi á Oyggj
Uppi á Oyggj è un rilievo alto 477 metri sul mare situato sull'isola di Koltur, nell'arcipelago delle Isole Fær Øer, in Danimarca.